# Corona 51

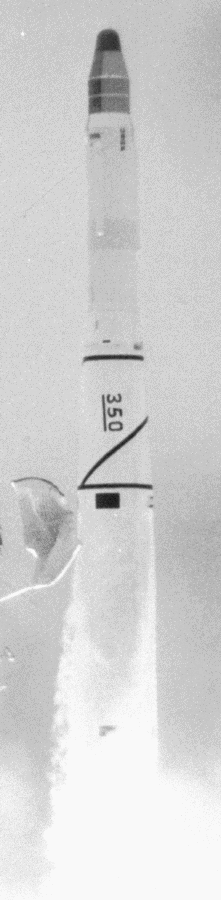
Start rakiety Thor Agena B z satelitą Corona 51 na pokładzie

Corona 51 – amerykański satelita rozpoznawczy. Był dwunastym statkiem serii Keyhole-4 ARGON tajnego programu CORONA. Jego głównym zadaniem było wykonanie wywiadowczych zdjęć Ziemi. Zdjęcia były uszkodzone przez działanie ładunków elektrostatycznych i promieniowanie. Występowały również problemy z migawką. Orbitował wraz z małym satelitą Environment Research Satellite ERS-2 (również: Tetrahedron Research Satellite TRS), który nie odczepił się od niego.
Udane misje serii KH-4 wykonały łącznie 101 743 zdjęcia na prawie 72 917 metrach taśmy filmowej.

## Ładunek
- Dwa aparaty fotograficzne typu „Mural” o ogniskowej długości 61 cm i rozdzielczości przy Ziemi około 7,6 metra
- Pomiar promieniowania kosmicznego płytami z emulsją czułą na takie promieniowanie
- Pomiar tła podczerwonego Ziemi
- Pomiar albedo neutronów
- Badania degradacji ogniw słonecznych
- Sonda Langmuira